# Narongchai Vachiraban
Narongchai Vachiraban (Thai: ณรงค์ชัย วชิรบาล, * 16. Februar 1986 in Nakhon Pathom) ist ein ehemaliger thailändischer Fußballspieler.

## Karriere

### Verein
Narongchai spielte in der Jugend von 1996 bis 1999 bereits für FC Bangkok Christian College, ehe er dann in die Seniorenmannschaft des Vereins wechselte. 2001 gelang ihm mit der Mannschaft der Aufstieg in die Thailand Premier League. Der Verein konnte die Klasse jedoch nicht halten und Narongchai wechselte zu BEC-Tero Sasana, dem damaligen Vizemeister der ersten Liga. 2003 nahm er mit der Mannschaft an der AFC Champions League teil und erreichte mit ihr das Finale. Im Hinspiel des Finals stand er in der Anfangsformation. Am Ende unterlag man nach Hin- und Rückspiel dem Al Ain Club. Im Herbst 2004 wechselte Narongchai für ein Jahr nach Vietnam in die V-League. Dort absolvierte er für Boss Bình Định 17 Spiele, ehe er zur Saison 2006 nach Thailand zurückkehrte. Seit 2006 spielt er jetzt für den FC PEA. Lediglich vom Juli 2007 bis Dezember 2007 spielte er nochmals für BEC-Tero. 2008 wurde er mit der PEA Meister der Thai Premier League und wurde zum besten Mittelfeldspieler des Jahres gewählt. 2009 spielte er mit PEA im AFC Cup. Die Gruppenphase konnte jedoch nicht überstanden werden. Zur Saison 2010 unterschrieb er bei dem Premier-League-Aufsteiger Police United. Nach einem halben Jahr wechselte er bis zum Jahresende zum Ligakonkurrenten Muangthong United. 2011 nahm ihn der Chainat Hornbill FC unter Vertrag. Der Verein aus Chainat spielte in der zweiten Liga, der Thai Premier League Division 1. Ende 2011 wurde er mit Chainat Vizemeister und stieg in die erste Liga auf. Der ebenfalls in der ersten Liga spielende PTT Rayong FC aus Rayong nahm ihn 2014 unter Vertrag. Am Ende der Saison musste er mit PTT den Weg in die zweite Liga antregen. Hier stand er noch bis März 2016 unter Vertrag. Von März bis Jahresende stand er für seinen ehemaligen Verein Chainat in der ersten Liga auf dem Spielfeld. Auch mit Chainat musste er am Ende der Saison in die zweite Liga absteigen. Mitte 2017 wechselte er zum Viertligisten Pathumthani University FC. Ende 2017 beendete er seine Karriere als Fußballspieler.

### Nationalmannschaft
Obwohl er bereits in der U-19 für die Nationalmannschaft Thailands spielte, blieben ihm später viele Einsätze bei den Senioren verwehrt.
Der größte Erfolg mit der Nationalmannschaft für ihn war der Gewinn des King’s Cup 2007.
Im Mai 2008 war er Teil des Thai Premier League Allstar Teams, welches in Bangkok gegen Manchester City antrat.

## Erfolge
Bangkok Christian College FC
- Thailändischer Zweitligameister: 2001

BEC Tero Sasana FC
- Thailändischer Vizemeister: 2003/04
- AFC-Champions-League-Finalist: 2002/03

PEA FC
- Thailändischer Meister: 2008

Chainat Hornbill FC
- Thailändischer Zweitligavizemeister: 2011  ▲

## Auszeichnungen
Thai Premier League
- Mittelfeldspieler des Jahres: 2008

### Nationalmannschaft
- Teilnahme an der Endrunde zur AFC U19 Jugendmeisterschaft 2000
- Teilnahme an der Endrunde zur Asienspiele 2002
- Teilnahme an der Endrunde zur Fußball-Asienmeisterschaft 2004
- King’s Cup: 2007